# Dylan Dog
Dylan Dog es una serie italiana de historieta creada por Tiziano Sclavi para la casa Sergio Bonelli Editore. Fue el primero de esta editorial dedicado al género del horror y la fantasía que, aunque de manera muy distinta, recreaba el género del Fumetto Nero. Pronto, su protagonista se convirtió en el segundo personaje más popular y vendido de la Bonelli por detrás de Tex.
Apareció por primera vez en Italia en octubre de 1986, con el episodio titulado L'alba dei morti viventi, con argumento y diálogos de Tiziano Sclavi e ilustrado por Angelo Stano. Tras muchos años como guionista, Sclavi ha dejado a otros autores la tarea de llevar adelante la continuidad del personaje.
Posteriormente ha sido traducido a multitud de idiomas y editado en varios países. Dark Horse Cómics ha publicado la versión en inglés de Dylan Dog en los Estados Unidos. La serie se pública también en Croacia por Ludens, en Serbia por Veseli Četvrtak y Publicaciones Expik, en Dinamarca por Shadow Zone Media, en los Países Bajos por Silvester, en Polonia por Egmont Polska, en España por Aleta Ediciones, y en Turquía por Rodeo y Hoz Cómics.
Los cómics se han adaptado en la película estadounidense Dylan Dog: Dead of Night (2010), protagonizada por Brandon Routh.

## Argumento
Las historias tratan de fantasmas, brujas, espíritus, que en realidad reflejan las propias inquietudes y miedos de los seres humanos. Muchas son reflejos de mitos u obras sobradamente conocidos (Jack el Destripador, El hombre invisible, etc.) otras son historias originales; pero sin olvidar que, a pesar de lo sobrenatural que habitualmente rodea el argumento, en las historias los verdaderos monstruos no son entes de ficción, sino seres humanos llevados por su miedo o su odio a cometer áctos impíos. Pero no son los únicos temas que trata: el amor, el odio, la soledad..., sino también la falta de amor y comprensión. A pesar de esto los personajes no son presentados como meros estereotipos, Sclavi profundiza en sus personajes para dar una visión de su personalidad, expone los hechos para que sea el propio lector el que reflexione.

## Personajes

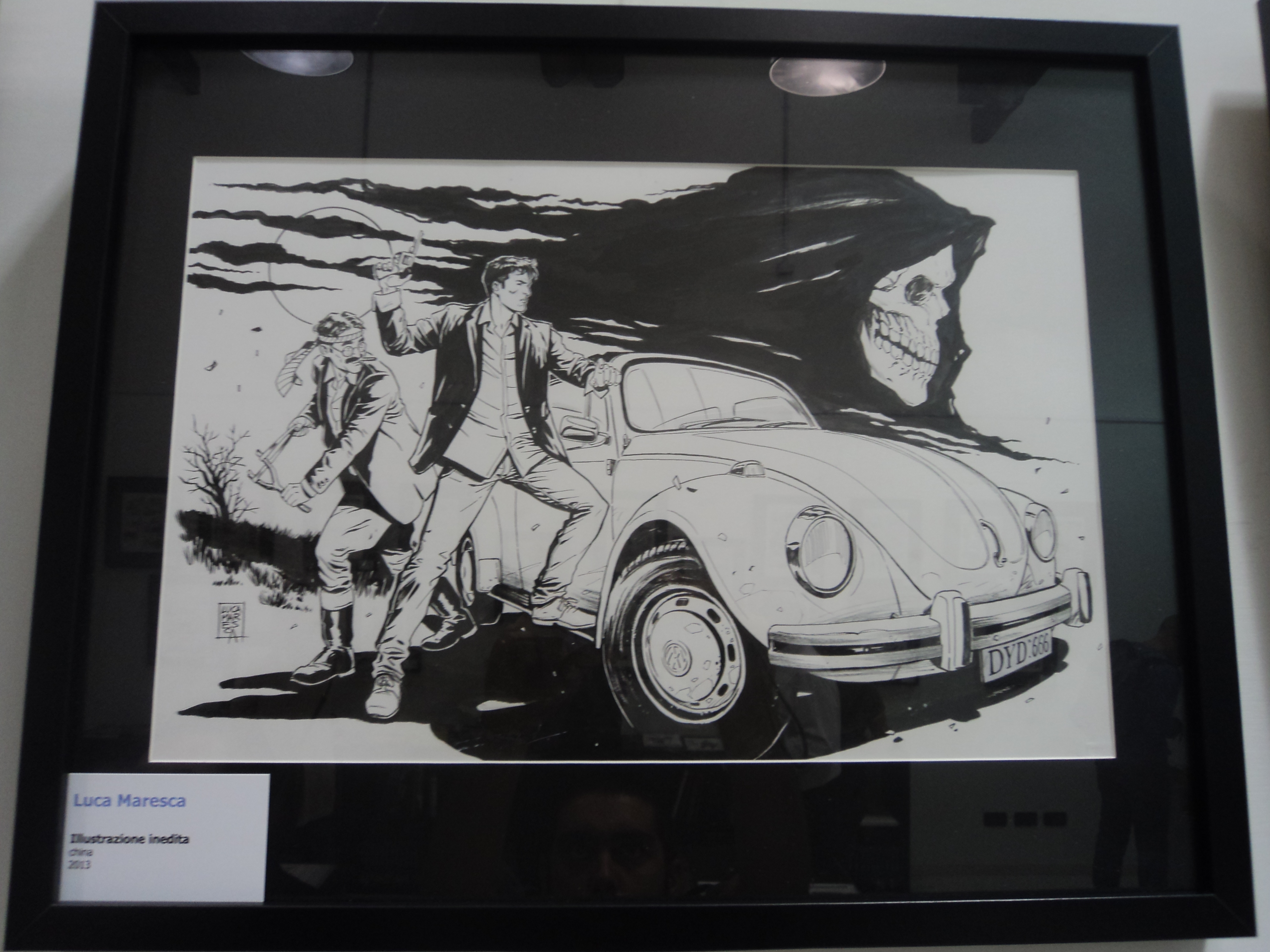
Dibujo de Luca Maresca con Dylan Dog, Groucho y su Volkswagen Escarabajo, exposición "Dylan Dog e motori, gioie e orrori" (Roma, 2013).

- El protagonista es un investigador de lo oculto, cuyo nombre procedente del poeta galés Dylan Thomas: es el nombre que Tiziano Sclavi da a todos sus personajes antes de escoger sus nombres definitivos, solo que esta vez finalmente no realizó el cambio. La caracterización gráfica (realizada por Claudio Villa), está inspirada en el actor Rupert Everett a pedido de Sclavi. El modo de vestir de Dylan Dog es una de sus principales características. Viste siempre del mismo modo: jeans azules, chaqueta negra, camisa roja y zapatos Clarks.
- Groucho es el asistente y réplica cómica de Dylan Dog, una caricatura de Groucho Marx.
- Inspector Bloch de Scotland Yard, que colabora a menudo con Dylan Dog, poniendo la racionalidad que a este le falta. Su apariencia se inspiró en el actor inglés Robert Morley.
- Jenkins es el ayudante de Bloch.

## Escenario
La mayoría de las historias se ambientan en la ciudad de Londres, en la que Dylan Dog habita en Craven Road 7, lugar en el que también recibe a sus clientes. El nombre de la calle fue escogido en honor a Wes Craven, guionista y productor.
La iconografía del mundo en el que se desarrollan los cómics está plagada de referencias al mundo del cine, la pintura, la música,... Algunos de estos guiños se refieren a pintores como Picasso, Dalí, Magritte,... siendo habitual que tanto el guion como los dibujos de algunos números estén relacionados con estos pintores.
También tiene numerosas referencias a grupos de Heavy metal o Jazz.

## Crossovers
Dylan Dog ha sido protagonista de varios cruces con otros personajes de la Editorial Bonelli: Martin Mystère, Ken Parker, Mister No, Nathan Never, Dampyr, Napoleone y Morgan Lost.
En 2019, en el marco de una colaboración entre Bonelli y DC Comics, fue publicado un crossover con Batman.

## Autores

### Guionistas

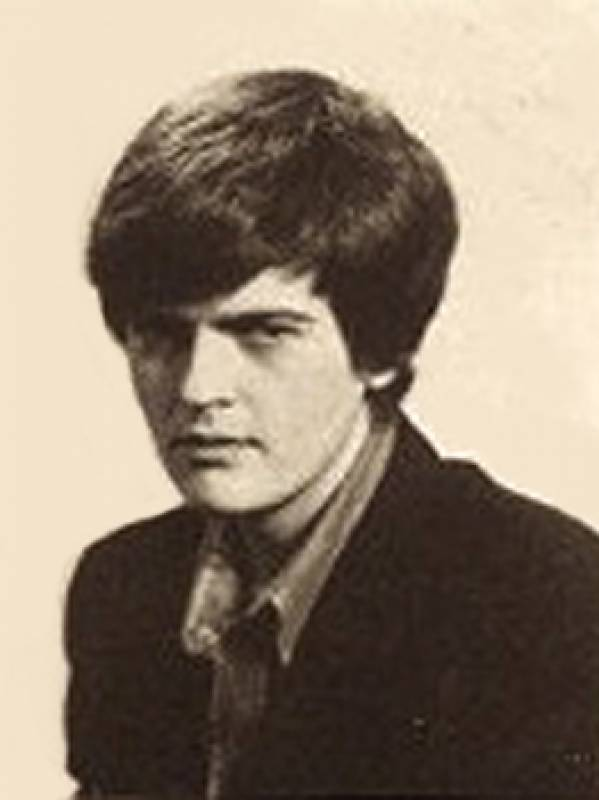
Tiziano Sclavi, el creador de Dylan Dog.

Tiziano Sclavi, Fabrizio Accatino, Carlo Ambrosini, Dario Argento, Andrea Artusi, Cristina Astori, Magda Bálsamo, Barbara o Bárbara Baraldi, Paola Barbato, Giovanni Barbieri, Lorenzo Bartoli, Davide Barzi, Marco Belli, Giovanni Barbieri, Giacomo Keison Bevilacqua, Alessandro Bilotta, Mauro Boselli, Diego Cajelli, Dennis Casale, Matteo Casali, Alfredo Castelli, Andrea Cavaletto, Claudio Chiaverotti, Francesco Ciampi (Ausonia), Gabriella Contu, Giuseppe De Nardo, Francesco D'Erminio (Ratigher), Fabrizio De Tommaso, Gabriele Di Benedetto (AkaB), Giovanni Di Gregorio, Giovanni Eccher, Bruno Enna, Tito Faraci, Giuseppe Ferrandino, Gianluigi Gonano (G. Anon), Giovanni Gualdoni, Giulio Antonio Gualtieri, Michelangelo La Neve, Ivo Lombardo, Carlo Lucarelli, Gianfranco Manfredi, Maurizio Mantero, Mauro Marcheselli, Giovanni Masi, Stefano Marsiglia, Giancarlo Marzano, Michele Masiero, Michele Medda, Silvia Mericone, Luigi Mignacco, Michele Monteleone, Cristina Neri, Pippo Neri, Alberto Ostini, Emiliano Pagani, Stefano Piani, Rita Porretto, Gianluigi Puccioni, Roberto Recchioni, Enea Riboldi, Renato Riccio, Davide Rigamonti, Mariano Rose, Federico Rossi Edrighi, Pasquale Ruju, Stefano Santarelli, Riccardo Secchi, Antonio Serra, Gigi Simeoni, Francesco Tedeschi, Verónica Tinnirello, Marcello Toninelli, Mauro Uzzeo, Cesare Valeri, Luca Vanzella, Bepi Vigna, Vanna Vinci, Robin Wood.

### Dibujantes

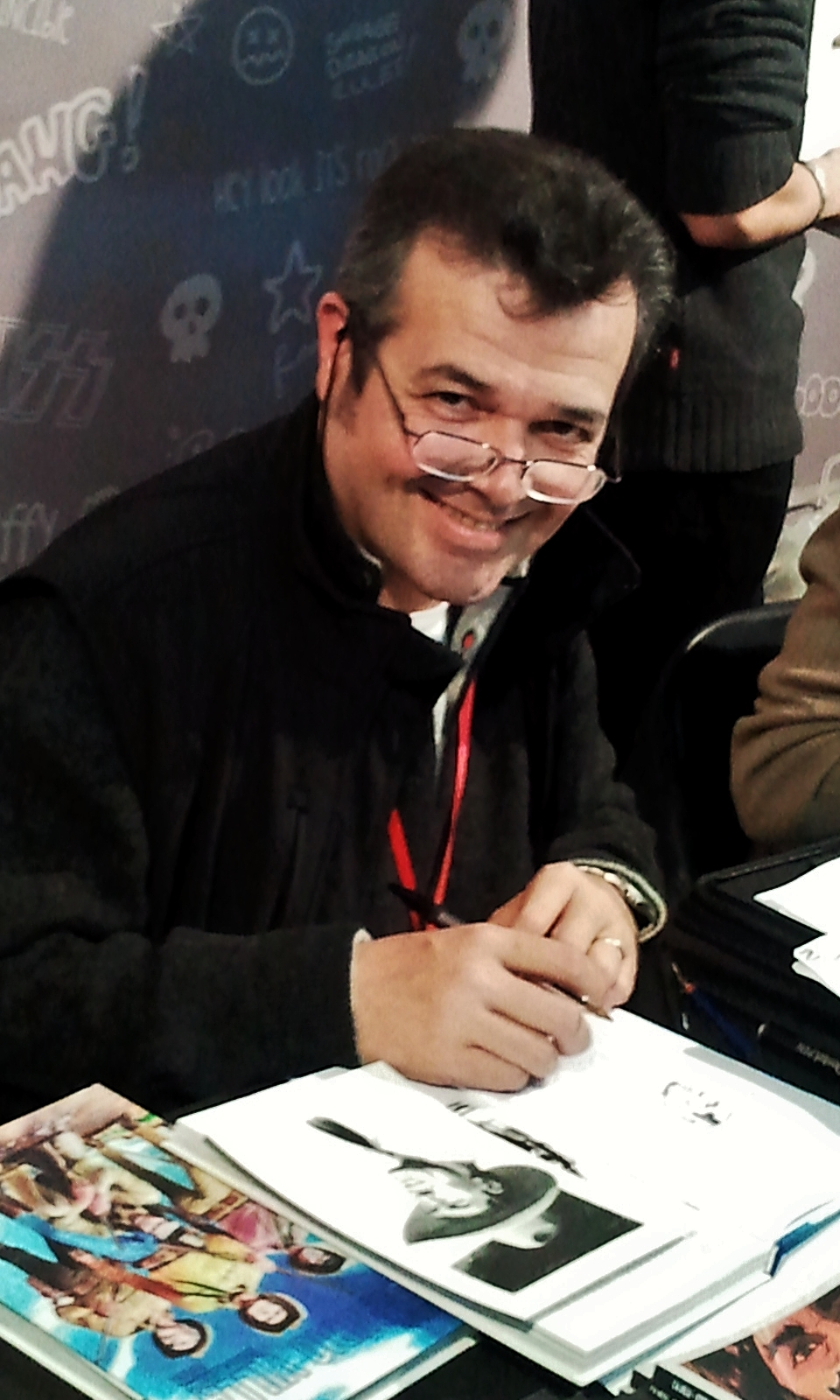
Claudio Villa, el creador gráfico del personaje.

Angelo Stano, Gianluca Acciarino, Lola Airaghi, Giancarlo Alessandrini, Sergio Algozzino, Carlo Ambrosini, Mirka Andolfo, Flaviano Armentaro, Paolo Armitano, Ausonia, Paolo Bacilieri, Alessandro Baggi, Marco Bianchini, Daniele Bigliardo, Alessandro Bignamini, Enrique Breccia, Bruno Brindisi, Riccardo Burchielli, Chiara Caccivio, Iván Calcaterra, Daniele Caluri, Giulio Camagni, Giuseppe Camuncoli, Fernando Caretta, Massimo Carnevale, Francesco Cattani, Luca Casalanguida, Giampiero Casertano, Claudio Castellini, Onofrio Catacchio, Giorgio Cavazzano, Luigi (Gigi) Cavenago, Fabio Celoni, Raul y Gianluca Cestaro, Andrea Chella, Francesco Ciampi (Ausonia), Fabio Civitelli, Gianluigi Coppola, Silvia Corbetta, Alessandro Crippa, Ugolino Cossu, Pietro Dall’Agnol, Roberto De Angelis, Lorenzo De Felici, Werther Dell’Edera, Luca Dell’Uomo, Simona Denna, Fabrizio Des Dorides, Fabrizio De Tommasso, Gabriele Di Benedetto (AkaB), Aldo Di Gennaro, Carmine Di Giandomenico, Maurizio Di Vincenzo, Patrizio Evangelisti, Lito Fernández, Alfonso Font, Davide Furnò, Giovanni Freghieri, Pasquale Frisenda, Marco Galli, Luca Genovese, Sergio Gerasi, Davide Gianfelice, Alessandro Giordano, Ernesto Grassani, Stefano Landini, Massimiliano Leonardo (Leomacs), Claudio Lopresti, Emiliano Mammucari, Nives Manara, Domingo Mandrafina, Nicola Mari, Paolo Martinello, Alessia Martusciello, Giulia Francesca Massaglia, Corrado Mastantuono, Isabella Mazzanti, Attilio Micheluzzi, Giuseppe Montanari, Cristina Mormile, Paolo Mottura, Federico Nardo, Marco Nizzoli, Gabriele Ornigotti, José Ortiz, Alberto Pagliaro, Nicolò Pellizzon, Gabriele Pennacchioli, Fabio Piccatto, Luigi Piccatto, Valerio Piccioni, Alessandro Poli, Sergio Ponchione, Christopher Possenti, Giorgio Pontrelli, Stefano Raffaele, Luca Raimondo, Renato Riccio, Giovanni Rigano, Roberto Rinaldi, Giulio Rincione, Francesco Ripoli, Silvia Robustelli, Corrado Roi, Valentina Romeo, Luca Rossi, Federico Rossi Edrighi, Fabrizio Russo, Matteo Santaniello, Stefano Santoro, Giorgio Santucci, Franco Saudelli, Eugenio Sicomoro, Gigi Simeoni, Luigi Siniscalchi, Marco Soldi, Giorgio Sommacal, Claudio Stassi, Ferdinando Tacconi, Emiliano Tanzillo, Riccardo Torti, Gustavo Trigo, Cesare Valeri, Claudio Villa, Andrea Venturi, Daniela Vetro, Vanna Vinci, Stefano Voltolini, Francesca Zamborlini, Alberto Zanon.

## Premios
- 2000: Nominado para "comic favorito" Eagle Award
- 2008: Nominado para " Comic Favorito Europeo" Eagle Award